# Сандатхумана
Сандатхумана (*бірм. စန္ဒသုမနရာဇာ, 1723 — 1777) — володар М'яу-У в 1774—1777 роках.

## Життєпис
Походив з аристократів або роду військовиків. При народженні 1723 року отримав ім'я Нгатхаукк'я. Його кар'єрі сприяв шлюб з Пантузар, сестрою володаря Апаї. Став одним з основних командувачів війська.
1774 року спадкоємець трону Є Бо убив брата Нгатхаукк'ї, що розлютило останнього. Він залишив столицю, перебравшись на острів Сітуе, де зібрав до своєї армії каман (бенгальських мусульман). Його війська здійснили марш і розбили табір в Уриттауні.
Апая, знаючи, що ворожі сили сильніші за його власні, спробував домовитися з Нгатхаукк'єю. Проте останній  проігнорував перемовини і напав на столицю. 17 січня 1774 року він зайняв столицю М'яу-У, а Апая загинув під час бою. Наступного дня зійшов на трон, прийнявши ім'я Сандатхумана.
Його жорстокість та збільшення податків спричинило вже 1774 року численні повстання, які фактично дезорганізували державу. Першими повстали мешканці остра Рамрі, незабаром населення острова Чедуба приєдналося до повстання.
У відповідь підозрюючи змову володар наказав стратити багатьох міністрів, сановників та аристократів, чим ще більше збільшив ненависть до себе. 1775 року основні царські війська на чолі із Анантою Тірік'явтіна зазнали ніщивної поразки. За цим повстав міністр По Шве
У серпні 1775 року Сандатхумана провів другу церемонію інтронизації та побудував міський стовп. У вересні бенгальські мусульмани з острова Сітуе повстали. Вони увійшли до столиці, вбили городян і спробували захопити палац. На той момент Сандатхумана не мав достатньої кількості людей, щоб дати відсіч ворогові. Він заохочував палацових служниць і ченців до бою. Зрештою бенгальські мусульмани програли битву і залишили столицю.
Під час свого пізнішого правління залежав від свого зятя і командувача Ананти Тірік'явтіна. У квітні 1777 року останній був поранений у битві проти повстанців і згодом помер. В цей час повстав міністр По Шве. 22 квітня Сандатхумана втратив віру у змогу чинити спротив і втік з палацу. Невдовзі був спійманий і відправлений до По Шве, який захопив столицю й зайняв трон як Сандавімала II. Останній змусив  Сандатхуману стати ченцем в храмі Шитхаун.
Проте Сандатхумана мріяв відновити владу, тому видав свою доньку Єт Тхайме за одного з командувачів повстанців До Ве. Це викликало обурення Сандавімали II, який в травні 1777 року наказав стратити Сандатхуману.